# Hiroyuki Shirai
Hiroyuki Shirai (jap. 白井 博幸 Shirai Hiroyuki; ur. 17 czerwca 1974) – japoński piłkarz.

## Kariera klubowa
Od 1993 do 2008 roku występował w klubach Shimizu S-Pulse, Verdy Kawasaki, Cerezo Osaka, Shonan Bellmare, Vegalta Sendai i FC Ryukyu.

## Kariera reprezentacyjna
Został powołany do kadry na Igrzyska Olimpijskie w 1996 roku.